# Rhinaphe
Rhinaphe is een geslacht van vlinders van de familie snuitmotten (Pyralidae), uit de onderfamilie Phycitinae.

## Soorten
- R. albicantalis Rothschild, 1913
- R. apotomella (Meyrick, 1879)
- R. approximella Hampson, 1918
- R. blanchardi Shaffer, 1976
- R. endonephele Hampson, 1918
- R. enervella Hampson, 1901
- R. flavescentella Hampson, 1901
- R. flavodorsalis Janse, 1922
- R. ignetincta Hampson, 1918
- R. lateritiella Hampson, 1918
- R. lutosa Janse, 1922
- R. minimella Hampson, 1901
- R. neurica Turner, 1913
- R. nigricostalis Walker, 1863
- R. phaeostrotella Hampson, 1918
- R. sangirensis Hampson, 1918
- R. scripta Joannis, 1927
- R. seeboldi Rag., 1894
- R. signicollis Berg, 1875
- R. validella Zerny, 1917
- R. venella Hampson, 1901
- R. venilineella Hampson, 1918
- R. virginella Meyrick, 1879